# Ungerns Grand Prix 1992
Ungerns Grand Prix 1992 var det elfte av 16 lopp ingående i formel 1-VM 1992.

## Resultat
1. Ayrton Senna, McLaren-Honda, 10 poäng
2. Nigel Mansell, Williams-Renault, 6
3. Gerhard Berger, McLaren-Honda, 4
4. Mika Häkkinen, Lotus-Ford, 3
5. Martin Brundle, Benetton-Ford, 2
6. Ivan Capelli, Ferrari, 1
7. Michele Alboreto, Footwork-Mugen Honda
8. Andrea de Cesaris, Tyrrell-Ilmor
9. Paul Belmondo, March-Ilmor
10. Mauricio Gugelmin, Jordan-Yamaha
11. Damon Hill, Brabham-Judd

### Förare som bröt loppet
- Michael Schumacher, Benetton-Ford (varv 63, trasig vinge)
- Riccardo Patrese, Williams-Renault (55, motor)
- Pierluigi Martini, BMS Scuderia Italia (Dallara-Ferrari) (40, växellåda)
- Ukyo Katayama, Larrousse-Lamborghini (35, motor)
- Jean Alesi, Ferrari (14, bakaxel)
- Bertrand Gachot, Larrousse-Lamborghini (13, trasig vinge)
- Aguri Suzuki, Footwork-Mugen Honda (13, kollision)
- Olivier Grouillard, Tyrrell-Ilmor (13, kollision)
- Karl Wendlinger, March-Ilmor (13, kollision)
- Stefano Modena, Jordan-Yamaha (13, kollision)
- Eric van de Poele, Fondmetal-Ford (2, snurrade av)
- Thierry Boutsen, Ligier-Renault (0, kollision)
- Erik Comas, Ligier-Renault (0, kollision)
- Gabriele Tarquini, Fondmetal-Ford (0, kollision)
- Johnny Herbert, Lotus-Ford (0, kollision)

### Förare som ej kvalificerade sig
- Gianni Morbidelli, Minardi-Lamborghini
- JJ Lehto, BMS Scuderia Italia (Dallara-Ferrari)
- Alessandro Zanardi, Minardi-Lamborghini
- Roberto Moreno, Andrea Moda-Judd

### Förare som ej förkvalificerade sig
- Perry McCarthy, Andrea Moda-Judd

## Ställning efter loppet
| Pos | Förare             | Poäng |
| --- | ------------------ | ----- |
| 1   | Nigel Mansell      | 92    |
| 2   | Riccardo Patrese   | 40    |
| 3   | Ayrton Senna       | 34    |
| 4   | Michael Schumacher | 33    |
| 5   | Gerhard Berger     | 24    |

| Pos | ! Konstruktör    | Poäng |
| --- | ---------------- | ----- |
| 1   | Williams-Renault | 132   |
| 2   | McLaren-Honda    | 58    |
| 3   | Benetton-Ford    | 51    |
| 4   | Ferrari          | 16    |
| 5   | Lotus-Ford       | 10    |

- Notering: Endast de fem bästa placeringarna i vardera mästerskap finns med på listorna.